# Orchestra di Chitarre di Barcellona
L'Orchestra di Chitarre di Barcellona (in spagnolo Orquesta de Guitarras de Barcelona) è un'orchestra di 25 componenti di chitarristi classici con sede a Barcellona, Spagna. Il repertorio dell'orchestra spazia dal barocco alle composizioni contemporanee con una forte concentrazione sulla musica spagnola. Nei quasi trent'anni dalla sua fondazione, l'orchestra ha effettuato numerose tournée in tutto il mondo. È considerato un esempio dei gruppi del suo tipo.

## Origini
Il direttore musicale Sergi Vicente è stato insegnante di chitarra presso il Conservatori Superior de Música del Liceu di Barcellona. Nel 1989 ha convocato al conservatorio un gruppo di otto chitarristi per potenziare le proprie capacità musicali. Questo gruppo nel tempo è cresciuto fino a diventare l'Orchestra di Chitarre di Barcellona, con in genere 25 membri. A seconda del programma, l'orchestra comprende accompagnatori di pianoforte e percussionisti.

## Spettacoli in tutto il mondo
L'orchestra viaggia molto, incluse tournée in Europa, Russia, Sud America e Stati Uniti (2009, 2011). Si è esibita in festival internazionali di chitarra a Barcellona (2001, 2002) e al Festival internazionale di chitarra dell'L'Avana, Cuba (2000). Oltre a mantenere stretti legami con la sua casa al Conservatori Superior de Música del Liceu, l'orchestra si è esibita come parte del ciclo d'opera del Palau de la Música Catalana di Barcellona. ↵Tra i direttori ospiti c'è il compositore e chitarrista Leo Brouwer, che ha composto brani appositamente per ensemble di chitarre. Altri compositori le cui opere sono eseguite dall'orchestra includono Gaspar Sanz, Manuel de Falla e Isaac Albéniz.

## Movimento delle orchestre di chitarra
L'Orchestra di Chitarre di Barcellona fa parte di un numero crescente di orchestre di chitarre nel mondo. Esempi rappresentativi includono la Boston Guitar Orchestra, la Cambridge Guitar Orchestra e la European Guitar and Mandolin Youth Orchestra. Un articolo su Classical Guitar Review afferma che la Barcelona Guitar Orchestra è "l'ensemble di maggior successo nel suo genere".

## Discografia
- Orquestra de Guitarres de Barcelona, 2001.
- Guitar Orchestra of Barcelona - Concert Al Palau, 2004.